# Treasure – Familie ist ein fremdes Land
Treasure – Familie ist ein fremdes Land ist ein deutsch-französischer Spielfilm von Julia von Heinz aus dem Jahr 2024. Das Werk basiert auf dem Roman Too Many Men (deutscher Titel: Zu viele Männer) von Lily Brett. Die Hauptrollen in der Tragikomödie spielen Lena Dunham, Stephen Fry und Zbigniew Zamachowski. Am 17. Februar 2024 wurde der Film auf der 74. Berlinale uraufgeführt.

## Handlung
Die US-amerikanische Journalistin Ruth reist 1991 mit ihrem Vater Edek nach Polen. Dort will sie dem Vermächtnis ihrer jüdischen Familie auf den Grund gehen. Während einer Woche nähern sich Vater und Tochter einander an. Auch erleben Ruth und Edek emotionale, aber auch humorvoll-groteske Momente. Gemeinsam decken sie alte Geheimnisse auf.

## Hintergrund
Treasure (Arbeitstitel: Iron Box) ist der neunte Spielfilm der deutschen Regisseurin Julia von Heinz und gleichzeitig ihre erste internationale Produktion. Gemeinsam mit ihrem Ehemann John Quester verfasste sie auch das Drehbuch. Es basiert auf dem preisgekrönten, 700-seitigen Roman Too Many Men (1999) der australischen Autorin Lily Brett. Eine deutsche Übersetzung erschien 2001 unter dem Titel Zu viele Männer. In den Hauptrollen wurden Lena Dunham, Stephen Fry und Zbigniew Zamachowski besetzt. Dunham trat auch als Filmproduzentin an dem Projekt in Erscheinung.
Die Dreharbeiten fanden von Februar bis Anfang Mai 2023 in Deutschland statt. 18 der 39 Drehtage fanden in Mitteldeutschland statt, darunter Halle (Saale) als Hauptdrehort sowie an weiteren Orten in Sachsen-Anhalt und im thüringischen Gera. Weitere Drehorte waren Berlin und Polen. Als Kamerafrau fungierte Daniela Knapp, die bereits mehrfach mit Julia von Heinz zusammengearbeitet hatte.
Produziert wurde Treasure von Fabian Gasmia von der deutschen Firma Seven Elephants sowie vom Unternehmen Good Thing Going aus den USA der Hauptdarstellerin Lena Dunham. Koproduzenten waren Haïku Films (Frankreich), Kings & Queens Filmproduktion und Lava Films (Polen). Als Koproduzenten traten der Bayerische Rundfunk (BR), Südwestrundfunk (SWR) und Mitteldeutsche Rundfunk in Zusammenarbeit mit Arte auf. Finanzielle Förderer des Projekts in Höhe von mehr als 5,5 Millionen Euro waren das Medienboard Berlin-Brandenburg (Fördersumme: 1,39 Millionen Euro), die Mitteldeutsche Medienförderung (500.000 Euro), die MOIN Filmförderung Hamburg Schleswig-Holstein (100.000 Euro), die MFG Medien- und Filmgesellschaft Baden-Württemberg (150.000 Euro), der FilmFernsehFonds Bayern (250.000 Euro), die Filmförderungsanstalt (500.000 Euro), BKM (650.000 Euro), der Deutsche Filmförderfonds (1,6 Millionen Euro), die Deutsch-Französische Förderkommission (300.000 Euro), der Deutsch-Polnische Filmfonds (30.000 Euro), die Mitteldeutsche Medienförderung (500.000 Euro) sowie Creative Europe MEDIA, CNC Aide aux cinémas du monde, Jewish Claims Conference und Fondation pour la Mémoire de la Shoah.

## Veröffentlichung
Die Weltpremiere von Treasure war im Februar 2024 im Rahmen der Internationalen Filmfestspiele Berlin. Dort wurde das Werk in die Sektion Berlinale Special Gala aufgenommen.
Mit Jesse Eisenbergs A Real Pain wurde ein ähnliches Projekt im Januar 2024 auf dem Sundance Film Festival veröffentlicht.

## Rezeption
„Seit ‚Toni Erdmann‘ hat man keine so himmlische Vater-Tochter-Beziehung (oder ‚Tochter-Vater‘-Beziehung, wie es Vater Edek nennt) mehr gesehen. Niemand kann so privilegiert-kotzbrockig nerven und gleichzeitig eine so erschütternde Verletzlichkeit offenbaren wie Lena Dunham, ‚Girls‘-Schöpferin und Millennial-Ikone, die die 36-jährige Tochter Ruth spielt. Auch mit Stephen Fry ist Vater Edek, der seinem Trauma als einziger Auschwitz-Überlebender seiner Familie eine Heiterkeit und Lebenslust entgegensetzt, ideal besetzt“, schrieb Marie-Luise Goldmann in der Welt.
Im Berliner Tagesspiegel urteilte Andreas Busche: „Leider findet von Heinz, eigentlich Deutschlands politisch sensibilisierteste Filmemacherinnen, selten einen angemessenen Ton für das intergenerationelle Trauma. Die komischen Streitereien zwischen Vater und Tochter umkreisen diese unüberbrückbare Erfahrung lediglich. Das gilt auch für die Szene, in der Ruth versucht, auf eigene Faust einer polnischen Familie, die seit 1940 im ehemaligen Elternhaus wohnt, das Familienporzellan teuer abzukaufen, das einst den Großeltern gehörte. Für das emotionale Vakuum in den Dialogen zwischen Vater und Tochter findet der Film keine Bilder.“

## Auszeichnungen
Die Jury der Deutschen Film- und Medienbewertung (FBW) hat dem Film das Prädikat "besonders wertvoll" verliehen und begründet dies damit, dass Julia von Heinz die berührende Familiengeschichte sehr nuanciert erzähle. "In dem von ihr selbst geschriebenen Drehbuch und in ihrer Inszenierung vermeidet sie melodramatische Effekte und dramaturgische Zuspitzungen. Stattdessen konzentriert sie sich auf die Charakterzeichnung ihrer beiden Protagonisten."